# Топологія мереж
Тополо́гія мере́ж характеризує логічну організацію вузлів (англ. nodes) різноманітних мереж (комп'ютерних, соціальних, біологічних тощо).

## Топологія комп'ютерних мереж
Під топологією (компонуванням, конфігурацією, структурою) комп'ютерної мережі звичайно розуміється логічне взаєморозташування комп'ютерів мережі один щодо іншого та спосіб їх з'єднання лініями зв'язку. Важливо відзначити, що поняття топології застосовується, насамперед, до локальних мереж, у яких структуру зв'язків можна легко простежити. У глобальних мережах структура зв'язків звичайно схована від користувачів і не надто важлива, тому що кожний сеанс зв'язку може виконуватися по своєму власному шляху.
Топологія комп'ютерної мережі відображає структуру зв'язків між її основними функціональними елементами. В залежності від компонентів, що розглядаються, розрізняють фізичну і логічну структури локальних мереж. Фізична структура визначає топологію фізичних з'єднань між комп'ютерами. Логічна структура визначає логічну організацію взаємодії комп'ютерів між собою. Доповнюючи одна одну, фізична та логічна структури дають найповніше уявлення про комп'ютерну мережу.
Топологія мережі спричиняється її характеристиками. Зокрема, вибір тієї або іншої топології впливає на:
- склад необхідного мережного устаткування;
- характеристики мережного устаткування;
- можливості розширення мережі;
- спосіб керування мережею.

Щоби спільно використовувати ресурси або виконувати інші мережні завдання, комп'ютери повинні бути підключені один до одного. Для цієї мети в більшості випадків використовується кабель (рідше — бездротові мережі, як то інфрачервоне устаткування Input/Output).
Однак, просто підключити комп'ютер до кабелю, що з'єднує інші комп'ютери, недостатньо. Різні типи кабелів у сполученні з різними мережевими платами, мережними операційними системами й іншими компонентами вимагають і різного взаєморозташування комп'ютерів.
Кожна топологія мережі накладає ряд умов. Наприклад, вона може диктувати не тільки тип кабелю але й спосіб його прокладки.

## Базові топології
Існує безліч способів з'єднання мережевих пристроїв. Виділяють 3 базових топології:
- шина (bus)
- зірка (star)
- кільце (ring)

І додаткові (похідні):
- подвійне кільце
- сотова топологія
- решітка
- дерево
- Fat Tree
- сніжинка
- повнозв'язна

Додаткові способи є комбінаціями базових. У загальному випадку такі топології називаються змішаними або гібридними, але деякі з них мають власні назви, наприклад «Дерево».

Топології мереж: кільцева, топологія сітки, зіркова, повного з'єднання, лінійна (ланцюгова), топологія дерева і шина.

## Багатозначність поняття топології
Топологія мережі визначає не тільки фізичне розташування комп'ютерів, але, що набагато важливіше, характер зв'язків між ними, особливості поширення сигналів мережею. Саме характер зв'язків визначає ступінь відмовостійкості мережі, необхідну складність мережної апаратури, найбільш придатний метод керування обміном, можливі типи середовищ передачі (каналів зв'язку), допустимий розмір мережі (довжина ліній зв'язку й кількість абонентів), необхідність електричного узгодження й багато чого іншого.
Коли в літературі згадують про топологію мережі, то можуть мати на увазі чотири зовсім різних поняття, що стосуються різних рівнів мережної архітектури:
1. Фізична топологія, тобто схема розташування комп'ютерів і прокладки кабелів. У цьому значенні, наприклад, пасивна зірка нічим не відрізняється від активної зірки, тому її нерідко називають просто «зіркою».
2. Логічна топологія, тобто структура зв'язків, характер поширення сигналів мережею. 
3. Топологія керування обміном, тобто принцип і послідовність передачі права на захват мережі між окремими комп'ютерами.
4. Інформаційна топологія, тобто напрямок потоків інформації, що передається мережею.

Найпоширеніші прості топології:

### Топологія шини
В цьому випадку комп'ютери з'єднуються один з одним коаксіальним кабелем за схемою «монтажного АБО» (рис. 1b). Інформація, що передається від одного комп'ютера мережі іншому, розповсюджується, як правило, в обидві сторони. Основними перевагами такої схеми є дешевизна й простота розводки кабелю приміщеннями, можливість майже миттєвого широкомовного звертання до всіх станцій мережі. Головний недолік спільної шини полягає в її низькій надійності: будь-який дефект кабелю чи якого-небудь із численних роз'ємів повністю паралізує всю мережу. Іншим недоліком спільної шини є її невисока продуктивність, так як при такому способі з'єднання в кожний момент часу тільки один комп'ютер може передавати дані в мережу. Тому пропускна здатність каналу зв'язку завжди поділяється тут між усіма станціями мережі.

### Кільцева топологія
В мережах із кільцевою конфігурацією дані передаються по кільцю від одного комп'ютера до іншого, як правило, в одному напрямку (рис. 1d). Це мережева топологія, в якій кожна станція має точно два зв'язки з іншими станціями. Якщо комп'ютер розпізнає дані як «свої», то він копіює їх у свій внутрішній буфер. Оскільки у випадку виходу з ладу мережевого адаптера будь-якої станції переривається канал зв'язку між іншими станціями мережі, даний вид топології використовується як логічна топологія.

### Топологія дерева
Ця мережева топологія з чисто топологічної точки зору схожа на зіркову, в якій окремі периферійні мережеві пристрої можуть передавати до або приймати від тільки одного іншого мережевого пристрою в напрямку до центрального мережевого пристрою (рис. 1е). Як і в класичній зірковій топології, окремі мережеві пристрої можуть бути ізольовані від мережі внаслідок ліквідації одного зв'язку (гілки), наприклад, внаслідок аварії на лінії. У мережі з топологією дерева існує один виділений мережевий пристрій, який є коренем дерева.

### Топологія сітки
Цей вид топології дістають із топології повного з'єднання шляхом видалення деяких можливих зв'язків (рис. 1f). Це мережева топологія, в якій існують щонайменше два комп'ютери з двома або більше шляхами між ними

### Змішана (гібридна) топологія
Це поєднання двох або більшої кількості мережевих топологій . Можна навести приклади, коли дві об'єднані основні мережеві топології не змінюють характеру топології мережі і тому не створюють гібридної мережі. Наприклад, сполучення мереж із топологією дерева дає мережу з такою ж топологією. Тому гібридна топологія мережі виникає тільки тоді, коли сполучені дві мережі з основними топологіями дають у результаті мережу, топологія якої не відповідає жодному з означень основних топологій. Наприклад, дві мережі із зірковою топологією при об'єднанні утворюють мережу з гібридною топологією. Гібридна топологія мережі виникає також при сполученні мереж із різними видами топологій.

### Топологія подвійного кільця
Мережами з такою конфігурацією є мережі FDDI. Вони відрізняються вбудованою надлишковістю, яка забезпечує захист від системних відмов: основне кільце служить для передавання даних, а допоміжне кільце — для передавання управляючих сигналів. Існує можливість передавання даних по обох кільцях у протилежних напрямках у випадку відсутності обривів кабелю. Якщо ж трапляється обрив кабелю або одна зі станцій виходить із ладу основне кільце об'єднується з допоміжним, знову утворюючи єдине кільце. Цей режим роботи мережі називається завертанням кілець.

### Лінійна (ланцюгова) топологія
Це топологія, у якій кожний комп'ютер з'єднаний із попереднім та наступним відносно себе (рис. 1i). Виникає з кільцевої при видаленні однієї гілки. Часом трактується як ідентично до шини.

### Повнозв'язна топологія
Повнозв'язна топологія містить n*(n-1)/2 каналів зв'язку, де n — кількість вузлів. Мережі з повнозв'язною топологією відрізняються високою надійністю, оперативністю і можливістю прихованої передачі. Однак їх створення потребує великих вкладень. Ця топологія властива системам зв'язку на геостаціонарних орбітах.